# Riassunti d'amore - La calma
Riassunti d'amore - La calma, pubblicato il 12 giugno 2009, è una raccolta della cantante italiana Mina.
Nel 2012, questa raccolta è stata rimossa dalla discografia sul sito ufficiale minamazzini.com.

## Tracce
1. All the way - 4:42 - Tratta da L'allieva (2005).
2. Carmela - 2:12 - Tratta da Napoli secondo estratto (2003).
3. The nearness of you - 3:28 - Tratta da L'allieva (2005).
4. I' te vurria vasa'!... - 5:51 - Tratta da Napoli secondo estratto (2003).
5. Good-bye - 2:55 - Tratta da L'allieva (2005).
6. Passione - 3:28 - Tratta da Napoli (1996).
7. These foolish things - 5:32 - Tratta da L'allieva (2005).
8. Blue moon - 6:19 - Tratta da L'allieva (2005).
9. Canto largo - 3:12 - Tratta da Olio (1999).
10. Un año de amor (Un anno d'amore) - (con Diego "El Cigala") - 4:46 - Tratta da Todavía (2007).
11. Impagliatori d'aquile - 4:12 - Tratta da Canarino mannaro (1994).
12. They can't take that away from me - 4:13 - Tratta da Pappa di latte (1995).
13. Je so pazzo - 3:43 - Tratta da Canarino mannaro (1994).
14. Sincerely - 4:04 - Tratta da Pappa di latte (1995).
15. Chiedimi tutto - 3:26 - Tratta da Pappa di latte (1995).